# Angels We Have Heard on High
Angels We Have Heard on High là một carol Giáng sinh với lời bài hát do giám mục James Chadwick viết, nhạc từ một bài hát tiếng Pháp gọi là 'Les Anges Dans Nos Campagnes'. Âm nhạc cũng giống như bài hát gốc, mặc dù lời bài hát của Chadwick mặc dù độc đáo và độc đáo có nguồn gốc rõ ràng, truyền cảm hứng và có phần mềm mại dịch từ bài hát gốc. Bài hát kỷ niệm câu chuyện Giáng Sinh của Chúa Giêsu Kitô trong Tin Mừng Thánh Luca, trong đó mục đồng bên ngoài Bethlehem chứng kiến vô số các thiên thần ca hát và ca ngợi Chúa Hài Đồng.

## Lời bài hát:

### Tiếng Anh:
Angels we have heard on high
Sweetly singing o'er the plain
And the mountains in reply
Echoing their joyous strains
Gloria, in excelsis Deo!
Gloria, in excelsis Deo!
Shepherds, why this jubilee?
Why your joyous strains prolong?
What the gladsome tidings be?
Which inspire your heavenly songs?
Gloria
Come to Bethlehem and see
Christ Whose birth the angels sing;
Come, adore on bended knee,
Christ, the Lord, the newborn King.
Gloria
See Him in a manger laid,
Jesus, Lord of heaven and earth;
Mary, Joseph, lend your aid,
With us sing our Savior's birth.
Gloria

### Tiếng Pháp:
Les anges dans nos campagnes
Ont entonné l'hymne des cieux,
Et l'écho de nos montagnes
Redit ce chant mélodieux
Gloria in excelsis Deo (Bis)
Bergers, pour qui cette fête ?
Quel est l'objet de tous ces chants ?
Quel vainqueur, quelle conquête
Mérite ces cris triomphants:
Gloria in excelsis Deo (Bis)
Ils annoncent la naissance
Du libérateur d'Israël
Et pleins de reconnaissance
Chantent en ce jour solennel
Gloria in excelsis Deo (Bis)
Cherchons tous l'heureux village
Qui l'a vu naître sous ses toits
Offrons-lui le tendre hommage
Et de nos cœurs et de nos voix
Gloria in excelsis Deo (Bis)
Bergers, quittez vos retraites,
Unissez-vous à leurs concerts,
Et que vos tendres musettes
Fassent retentir les airs
Gloria in excelsis Deo (Bis)

### Tiếng Scottish Gaelic:
Ainglean chuala sinn gu h-ard,
Seinn cho milis feadh an àit',
Na beanntannan co - sheirm an ciùil,
'S Mac talla freagairt bòidheach ciùin.
Seisd (Chorus):
Seinn moladh agus glòir, Moladh agus glòir
Moladh agus glòir do Dhia, An Dàrna Pearsa naomh den Trian.
Seinn moladh agus glòir, Moladh agus glòir
Moladh agus glòir do Dhia, An Dàrna Pearsa naomh den Trian.
Chìobairean, carson ur duan?
Carson a tha e àlainn buan?
Innsibh dhuinn ur naidheachd-ghaoil
Dhùisg sibh suas gu ceòl cho naomh.
Seisd (Chorus)
Thig gu Bethlehem, thig is chì,
Chì thu'n Tighearna Dia do Righ;
Lùb do ghlùin 's thoir adhradh dhà,
Crìosda rugadh dhuinn na phàisd'.
Seisd (Chorus)

### Tiếng Bồ Đào Nha:(Phiên bản 1)
Vinde cristãos, vinde à porfia,
Hinos cantemos de louvor,
Hinos de paz e de alegria,
Que os anjos cantam ao Senhor.
Chorus:Glória, a Deus nas alturas! (bis)
Foi nesta noite venturosa,
Em que nasceu o Salvador,
Que anjos com voz harmoniosa
Deram a Deus o seu louvor.
Chorus:Glória, a Deus nas alturas! (bis)
Vinde juntar-vos aos pastores,
Vinde com eles a Belém,
Vinde correndo pressurosos,
Pois o Senhor enfima nos vem.
Chorus:Glória, a Deus nas alturas! (bis)

### Tiếng Đức:
Hört der Engel helle Lieder
klingen das weite Feld entlang,
und die Berge hallen wider
von des Himmels Lobgesang
Chorus:
Gloria, in excelsis Deo!
Gloria, in excelsis Deo!
Hirten, sagt, was ist geschehen,
was tun uns die Engel kund?
Alles Leid könnt jetzt vergehen
auf dem weiten Erdenrund
Chorus
Denn ein Kindlein ist geboren,
kommen ist der Heiland dein.
Er errettet, was verloren,
Friede soll auf Erden sein
Chorus

### Tiếng Tây Ban Nha:
Ángeles cantando están, tan dulcísima canción,
las montañas su eco dan, como fiel contestación.
Chorus:
Glo-o-o-o-o-o-o-o-o-o-oria a Dios en lo alto. (bis)
Los pastores sin cesar sus cantares dan a Dios,
cuán glorioso es el cantar de su melodiosa voz.
Chorus
Hoy anuncian con fervor que ha nacido el Salvador
los mortales gozarán paz y buena voluntad.
Chorus
¡Oh! Venid pronto a Belén para contemplar con fe
a Jesús, autor del bien, al recién nacido Rey.
Chorus

### Tiếng Quan Thoại:
天使歌唱在高天，美妙歌聲遍平原，
Tiānshǐ gēchàng zài gāo tiān, měimiào gēshēng biàn píngyuán,
四周山嶺發回聲，響應天使歡樂音。
Sìzhōu shānlǐng fā huíshēng, xiǎngyìng tiānshǐ huānlè yīn.
Chorus:
榮耀，榮耀歸於至高真神！
Róngyào, róngyào guīyú zhìgāo zhēnshén!
榮耀，榮耀歸於至高真神！
Róngyào, róngyào guīyú zhìgāo zhēnshén!
牧人有何大喜悅，快樂歌聲不休歇？
Mùrén yǒu hé dà xǐyuè, kuàilè gēshēng bù xiūxiē?
有何喜訊感心弦，齊發歌聲美難言？
Yǒu hé xǐxùn gǎn xīnxián, qí fā gēshēng měi nán yán?
Chorus

### Tiếng Việt:
Những thiên thần chúng ta nghe đến ở trên cao
hát ngọt ngào vang vọng khắp đồng quê
Và những ngọn núi cũng hát vang
Vang vọng tiếng đàn ca vinh danh của những thiên thần
Gloria, in Excelsis Deo!
Gloria, in Excelsis Deo!
Các mục đồng, tại sao ta ở đây?
Tại sao chúng ta luôn hân hoan không ngừng?
Có gì làm cho chúng ta vui mừng thế?
Mà cho chúng ta luôn ca tụng muôn đời?
Gloria, in Excelsis Deo!
Gloria, in Excelsis Deo!
Hãy đến với Bethlehem và xem
Chúa Kitô sinh ra và các thiên thần vinh danh;
Hãy đến, yêu mến trên sự sùng bái Ngài,
Chúa Kitô, là Vua, là Chúa Hài Đồng.
Gloria, in Excelsis Deo!
Gloria, in Excelsis Deo!
Xem Ngài được đặt ở trong máng cỏ,
Chúa Giêsu, Chúa của trời đất;
Mary, Joseph, nhờ ơn Chúa Thánh Thần đổ xuống,
Với thiên thần hát vinh danh Đấng Cứu Độ chúng ta.
Gloria, in Excelsis Deo!
Gloria, in Excelsis Deo!

## Phần điệp khúc của bài hát:
"Angels We Have Heard on High" thường được hát theo giai điệu thánh ca "Gloria", như sắp xếp bởi Edward Shippen Barnes. Đoạn bài hát đáng nhớ nhất là phần điệp khúc:
Gloria, (Tiếng Latin: "Vinh danh Thiên Chúa trên trời") Trong trường hợp nguyên âm hát âm thanh "o" của "Gloria" được trôi chảy duy trì thông qua một tăng dài và rơi melismatic chuỗi giai điệu:
Glo-ooooOooooOooooO-ri-a in Ex-cel-sis De-o! "Kinh Vinh Danh" là dòng đầu tiên của bài hát của các thiên thần trong Tin Mừng theo Thánh Luca trong tiếng Latin. Các cụm từ cũng xuất hiện melismatically trong phiên bản Latin của carol " O Come All Ye Faithful ", mặc dù hơi ít mở rộng:
Glo-ooO-ri-a in Ex-cel-sis De-o. Trong phiên bản tiếng Anh của "O Come All Ye Faithful", cụm từ được nên thơ dịch là Glo-ry to Go-od, Glo-ry trong High-est, (hoặc "glo-ry to Go-od, In- - là-- cao est "), giảm melisma không quá hai ghi chú cho mỗi từ.

## Những phiên bản khác của bài hát:
- 1984: The Carpenters trong album An Old-Fashioned Christmas
- 2000: Christina Aguilera trong album My Kind of Christmas
- 2005: The Brian Setzer Orchestra trong album Dig That Crazy Christmas
- 2005: MercyMe trong album The Christmas Sessions
- 2006: Chris Tomlin trong album WOW Christmas: Green
- 2007: Josh Groban trong album Noël
- 2008: Brian McKnight trong album I'll Be Home For Christmas
- 2008: Sixpence None the Richer trong album The Dawn of Grace
- 2009: David Archuleta trong album Christmas from the Heart
- 2009: Andrea Bocelli trong album My Christmas
- 2009: REO Speedwagon trong album Not So Silent Night...Christmas with REO Speedwagon
- 2010: Glee trong album Glee: The Music, The Christmas Album
- 2010: Linda Lampenius trong album Angels
- 2010: Christian Bautista trong album A Wonderful Christmas
- 2011: Bayside (Single)
- 2012: Micheal Castaldo trong album Extravergine
- 2012: Eleventyseven trong album Regifted
- 2012: Pentatonix trong album PTXmas
- 2013: Bad Religion trong album Christmas Songs
- 2013: Paul Baloche trong album Christmas Worship
- 2013: Jewel trong album Let It Snow: A Holiday Collection
- 2013: The Piano Guys trong album A Family Christmas
- 2014: Home Free trong album Full of Cheer
- 2014: Kierra Sheard và Christine Michele trong album Motown Christmas
- 2016: Sarah McLachlan trong album Wonderland
- 2016: Jennifer Thomas bao gồm cả phiên bản nhạc trong album của cô ấy Winter Symphony
- 2016: Gus Johnson trong Smoke Alarm Sing Along